# Гюйо, Луи-Жан
Луи-Жан-Фредерик Гюйо (фр. Louis-Jean-Frédéric Guyot; 7 июля 1905, Бордо, Франция — 1 августа 1988, там же) — французский кардинал. Титулярный епископ Эленополи Палестинской и коадъютор епархии Кутанса, с правом наследования, с 18 марта 1949 по 8 апреля 1950. Епископ Кутанса с 8 апреля 1950 по 28 апреля 1966. Архиепископ Тулузы с 28 апреля 1966 по 16 ноября 1978. Кардинал-священник с 26 июня 1967, с титулом церкви Сант-Аньезе-фуори-ле-Мура с 5 марта 1973.